# Phillip Gaimon
Phillip Gaimon (Columbus, Ohio, 28 de enero de 1986) es un exciclista estadounidense.

## Palmarés
2012
- Redlands Bicycle Classic, más 1 etapa

2014
- 1 etapa del Tour de San Luis